# Marula

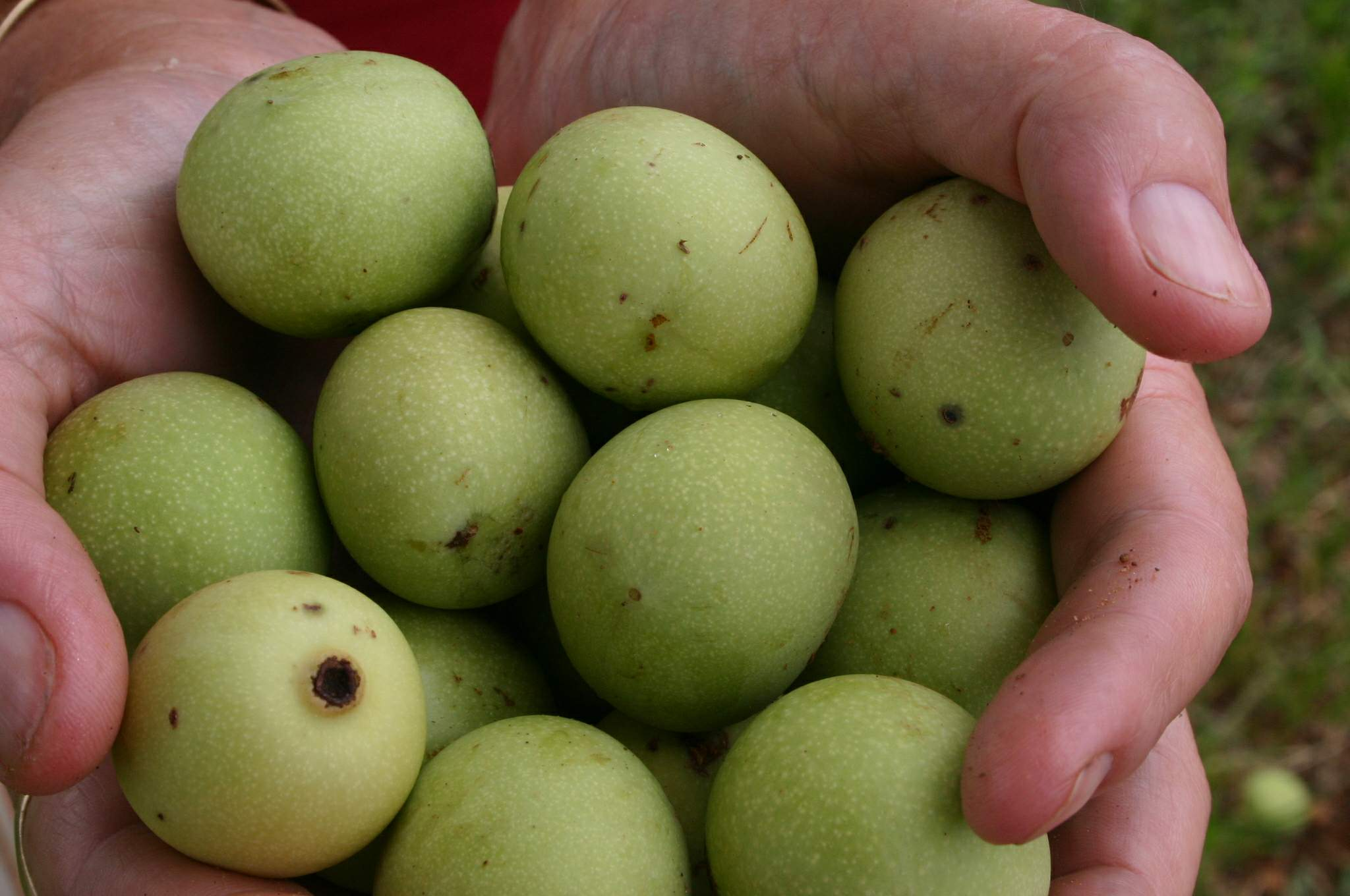
Owoce

Marula (Sclerocarya birrea) – gatunek średniej wysokości drzewa z rodziny nanerczowatych. Roślina rozdzielnopłciowa, występuje w Afryce południowej i zachodniej. Gatunek ma długą tradycję wykorzystywania i ochrony przez ludność miejscową.

## Morfologia
Drzewo o pojedynczym pniu z szeroką, rozgałęzioną koroną. Kora szara, cętkowana. Osiąga wysokość do 18 m. Owoce są wielkości piłki golfowej, koloru żółtego, budową podobne do owoców mango – posiadają grubą skórę, soczysty miąższ i bardzo twardą, dużą pestkę.

## Zastosowanie
Owoce mają smak kwaskowy. Zawartość witaminy C jest osiem razy wyższa niż w pomarańczach. Owoce zbierane są z ziemi, w zależności od położenia geograficznego od końca stycznia do początku marca. Posiadają miły i bardzo mocny aromat, jak terpentyna wymieszana z cytryną i alkoholem. To właśnie ten miły zapach przyciąga zwierzęta z dużych odległości, głównie słonie, które trąbami obtrząsają owoce z drzew. Pestka jest bardzo twarda i trudna do otwarcia. Podczas wysychania z jej ścianek wypadają 2-3 niewielkie zaślepki, umożliwiając dostanie się do wnętrza. W pestkach znajdują się dwa albo trzy jadalne nasiona. W czasie II wojny światowej używano ich w zastępstwie importowanych orzechów. Zawartość protein wynosi w nich ok. 28%. Z powodu bardzo dużej ilości oleju (50 do 60%) mogą one się palić jak miniaturowe świece. Owoce maruli są używane do produkcji dostępnego też w Polsce likieru "Amarula".
Drzewa nie są uprawiane; owoce są zbierane z dzikich drzew, jednak możliwości uprawy były już testowane w południowej Afryce i w Izraelu na pustyni Negew, gdzie 12 letnie drzewa wydały plon po 500 kg owoców. Średni zbiór maruli z dzikiego drzewa wynosi 570 kg, jednakże zanotowano rekordowe plony wielkości 1000 kg, doliczono się wtedy 70 000 owoców.